# Matt Milano
Matthew Vincent Milano (Orlando, Florida, 28 de julio de 1994) más conocido como Matt Milano, es un jugador profesional estadounidense de fútbol americano que se desempeña en la posición de linebacker en Buffalo Bills, equipo de la National Football League (NFL).

## Carrera
Fue seleccionado en la quinta ronda en la Reunión Anual de Selección de Jugadores de la NFL de 2017. Hizo su debut profesional con el equipo Buffalo Bills, donde lleva jugando siete temporadas.